# Златенек
Златенек (словен. Zlatenek) је насељено место у општини Луковица, Средњесловенска регија, Словенија.

## Историја
До територијалне реорганизације у Словенији био је у саставу старе општине Домжале.

## Становништво
У попису становништва из 2011. године, Златенек је имао 47 становника.
| Број становника према пописима | Број становника према пописима | Број становника према пописима |
| ------------------------------ | ------------------------------ | ------------------------------ |
| 1991                           | 2002                           | 2011                           |
| 34                             | 40                             | 47                             |